# Besançon
Besançon (wymowaⓘ) – miejscowość i gmina we wschodniej Francji, położona w pobliżu granicy ze Szwajcarią, stolica regionu Burgundia-Franche-Comté i departamentu Doubs.
Pierwsza wzmianka o mieście pochodzi z 58 roku p.n.e., z księgi pierwszej O wojnie galijskiej Juliusza Cezara, w której wspomina on o osadzie Vesontio. W IV w. n.e. nazwa zmieniła się na Besontio lub Bisontion. W 1243 r. miasto przyjęło nazwę Besançon.
Według danych na rok 2021 gminę zamieszkiwało 119 198 osób, a gęstość zaludnienia wynosiła 1 832 osób/km² (wśród 1 786 gmin Franche-Comté Besançon plasuje się na 1. miejscu pod względem liczby ludności, natomiast pod względem powierzchni na miejscu 3.).
W mieście znajduje się stacja kolejowa Gare de Besançon-Viotte i jedno z najstarszych publicznych muzeów we Francji: Muzeum Sztuk Pięknych i Archeologii w Besançon. Besançon to duże miasto studenckie i siedziba Université de Franche-Comté.

## Zabytki
- Archikatedra św. Jana,
- kościół św. Maurycego,
- synagoga,
- cmentarz żydowski,
- więzienie.

## Edukacja
- École nationale supérieure de mécanique et des microtechniques

## Urodzeni w Besançon
- Emil Andreoli – uczestnik powstania styczniowego
- Victor Hugo – pisarz
- Bracia Lumière – wynalazcy
- Pierre-Joseph Proudhon – polityk i anarchista
- Charles Fourier – socjalista utopijny, twórca terminu „feminizm”
- Ophélie Bau - aktorka

## Miasta partnerskie
- Twer, Rosja
- Fryburg Bryzgowijski, Niemcy
- Kuopio, Finlandia
- Huddersfield, Wielka Brytania
- Bielsko-Biała, Polska
- Neuchâtel, Szwajcaria
- Bistrița, Rumunia
- Pawia, Włochy
- Hadera, Izrael
- Douroula, Burkina Faso
- Man, Wybrzeże Kości Słoniowej

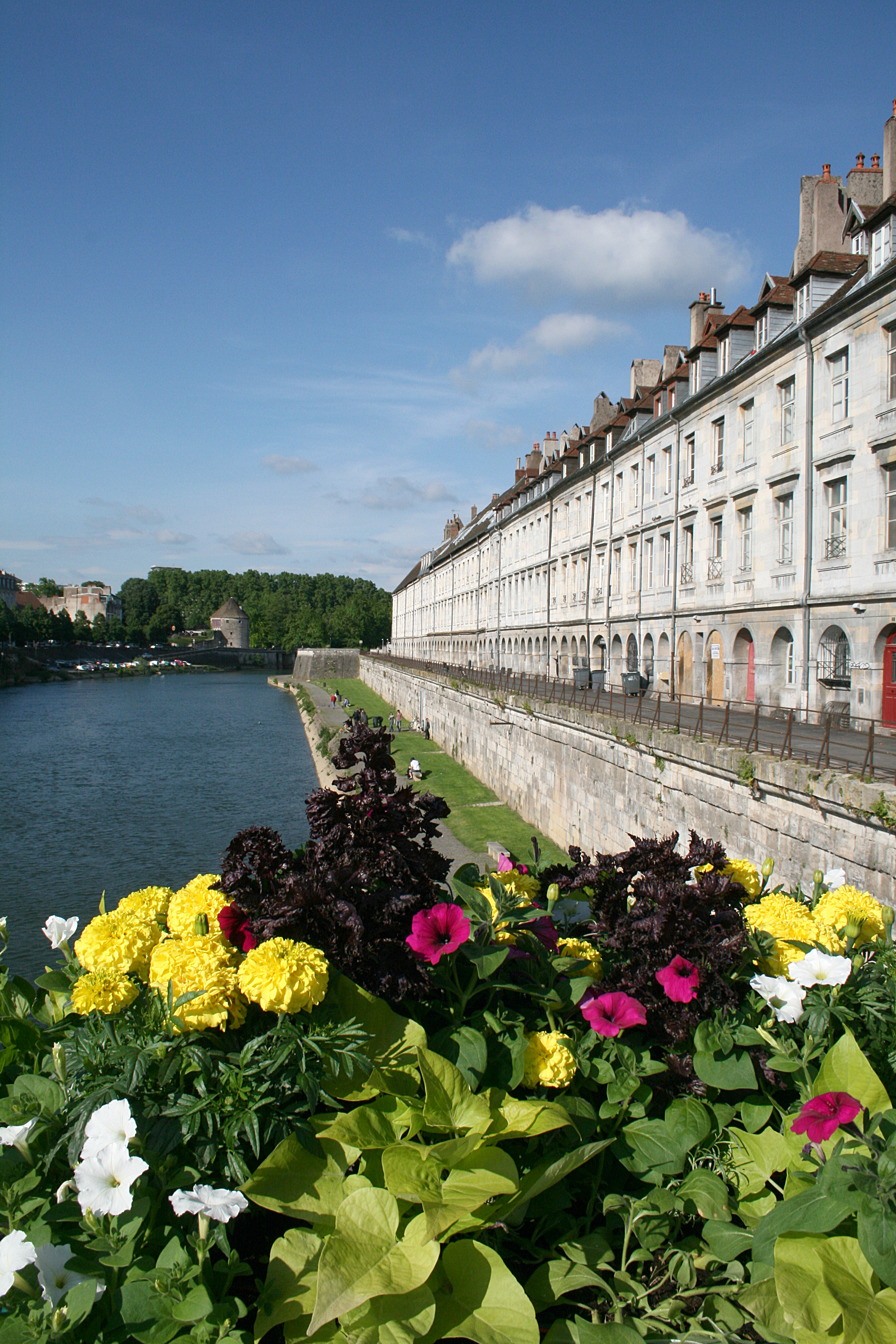
Doubs (rzeka) i Quai Vauban

- Charlottesville, USA